# Krążek Secchiego

wzór krążka

Krążek Secchiego - skonstruowany w 1865 przez włoskiego astronoma ks. Pietro Angelo Secchiego przyrząd do pomiaru przezroczystości wody. Składa się z białego (lub biało-czarnego) krążka opuszczanego na wyskalowanej linie lub pręcie z podziałką centymetrową. Odczyt głębokości, na której krążek przestaje być widoczny, wskazuje na stopień zmętnienia wody.

Różne krążki Secchiego

Odczyty z krążka Secchiego nie dają dokładnych wyników; błędy powodować mogą takie czynniki, jak odblaski słońca na wodzie czy różnice w jakości wzroku dokonujących pomiaru, stąd też dokładne pomiary przezroczystości wody przeprowadza się przy pomocy nefelometru.